# Pârvulești (okręg Bacău)
Pârvulești – wieś w Rumunii, w okręgu Bacău, w gminie Mănăstirea Cașin. W 2011 roku liczyła 681 mieszkańców.